# 街道办事处 (综艺)
街道办事处为芒果TV和湖南卫视于2022年5月18日公布的综艺片单上的综艺，公布于“湖南卫视&芒果TV新生态赏鉴会”。